# Llista de monuments de Sant Feliu de Pallerols
Llista de monuments de Sant Feliu de Pallerols inclosos en l'Inventari del Patrimoni Arquitectònic Català pel municipi de Sant Feliu de Pallerols (Garrotxa). Inclou els inscrits en el Registre de Béns Culturals d'Interès Nacional (BCIN) amb la classificació de monuments històrics, els Béns Culturals d'Interès Local (BCIL) de caràcter immoble i la resta de béns arquitectònics integrants del patrimoni cultural català.
| Monument                                       | Protecció    | Estil/època                          | Localització                                                        | Coordenades                                          | Codi?         | Imatge |
| ---------------------------------------------- | ------------ | ------------------------------------ | ------------------------------------------------------------------- | ---------------------------------------------------- | ------------- | --- |
| Castell de Colltort                            | BCIN 1455-MH | Medieval                             | Sant Feliu de Pallerols i Santa Pau                                 | 42° 07′ 56″ N, 2° 31′ 58″ E / 42.132299°N,2.532706°E | RI-51-0006070 | Castell de Colltort (Sant Feliu de Pallerols) · Vegeu més fotos d'aquest monument · Carregueu una nova foto d'aquest monument                          |
| Molí de la Campaneta                           |              | Obra popular XVIII-XIX               | Sant Feliu de Pallerols                                             | 42° 04′ 44″ N, 2° 29′ 46″ E / 42.078781°N,2.496026°E | IPA-10558     | Carregueu una nova foto d'aquest monument |
| La Fàbrega                                     |              | Obra popular, noucentisme XVII-XVIII | Sant Feliu de Pallerols                                             | 42° 04′ 42″ N, 2° 29′ 45″ E / 42.078217°N,2.495879°E | IPA-10559     | La Fàbrega (Sant Feliu de Pallerols) · Vegeu més fotos d'aquest monument · Carregueu una nova foto d'aquest monument                                   |
| Santuari de la Salut                           |              | Neoclassicisme XIX-XX                | Sant Feliu de Pallerols                                             | 42° 03′ 47″ N, 2° 29′ 46″ E / 42.063105°N,2.496035°E | IPA-10562     | Santuari de la Salut (Sant Feliu de Pallerols) · Vegeu més fotos d'aquest monument · Carregueu una nova foto d'aquest monument                         |
| El Crous                                       |              | Obra popular XVIII                   | Sant Feliu de Pallerols A 100 m de Puigaver                         | 42° 05′ 05″ N, 2° 29′ 24″ E / 42.084595°N,2.490092°E | IPA-10563     | Carregueu una nova foto d'aquest monument |
| Llongafollia                                   |              | Obra popular XVII-XVIII              | Sant Feliu de Pallerols                                             | 42° 04′ 53″ N, 2° 30′ 03″ E / 42.081404°N,2.500835°E | IPA-10564     | Carregueu una nova foto d'aquest monument |
| Mas el Pujol                                   |              | Obra popular                         | Sant Feliu de Pallerols                                             | 42° 05′ 41″ N, 2° 31′ 34″ E / 42.094611°N,2.526047°E | IPA-10565     | Carregueu una nova foto d'aquest monument |
| Mas Puigaver                                   |              | Obra popular                         | Sant Feliu de Pallerols                                             | 42° 05′ 09″ N, 2° 29′ 35″ E / 42.085770°N,2.493153°E | IPA-10566     | Carregueu una nova foto d'aquest monument |
| Can Roda o Can Bau                             |              | Obra popular XVI-XVII, XVIII         | Sant Feliu de Pallerols A 200 m de la parroquial                    | 42° 04′ 38″ N, 2° 30′ 33″ E / 42.077333°N,2.509127°E | IPA-10567     | Can Roda (Sant Feliu de Pallerols) · Vegeu més fotos d'aquest monument · Carregueu una nova foto d'aquest monument                                     |
| Mas Pallerols                                  |              | Obra popular XV-XVI, XVII-XVIII      | Sant Feliu de Pallerols A 1,5 km direcció Olot                      | 42° 05′ 14″ N, 2° 29′ 41″ E / 42.087255°N,2.494759°E | IPA-10568     | Carregueu una nova foto d'aquest monument |
| Església parroquial de Sant Miquel de Pineda   |              | Romànic, obra popular                | Sant Feliu de Pallerols                                             | 42° 06′ 07″ N, 2° 29′ 39″ E / 42.101955°N,2.494086°E | IPA-10569     | Església parroquial de Sant Miquel de Pineda (Sant Feliu de Pallerols) · Vegeu més fotos d'aquest monument · Carregueu una nova foto d'aquest monument |
| Església parroquial de Sant Feliu de Pallerols |              | Gòtic tardà, barroc XVII             | Sant Feliu de Pallerols Al centre del poble                         | 42° 04′ 32″ N, 2° 30′ 28″ E / 42.075630°N,2.507871°E | IPA-10570     | Església parroquial de Sant Feliu de Pallerols · Vegeu més fotos d'aquest monument · Carregueu una nova foto d'aquest monument                         |
| Can Casas                                      |              | Modernisme XX Inici                  | Sant Feliu de Pallerols Vora la plaça                               | 42° 04′ 35″ N, 2° 30′ 27″ E / 42.076471°N,2.507628°E | IPA-10571     | Can Casas (Sant Feliu de Pallerols) · Vegeu més fotos d'aquest monument · Carregueu una nova foto d'aquest monument                                    |
| Can Quesi                                      |              | Obra popular XVIII                   | Sant Feliu de Pallerols C. del Torn, 2                              | 42° 04′ 30″ N, 2° 30′ 31″ E / 42.074899°N,2.508656°E | IPA-10572     | Can Quesi (Sant Feliu de Pallerols) · Vegeu més fotos d'aquest monument · Carregueu una nova foto d'aquest monument                                    |
| Can Trias                                      |              | Obra popular XVII                    | Sant Feliu de Pallerols Darrera l'església parroquial               | 42° 04′ 31″ N, 2° 30′ 28″ E / 42.075400°N,2.507903°E | IPA-10573     | Can Trias (Sant Feliu de Pallerols) · Vegeu més fotos d'aquest monument · Carregueu una nova foto d'aquest monument                                    |
| Mas Comelles                                   |              | Obra popular XVIII-XIX               | Sant Feliu de Pallerols Trencant per anar a Sant Iscle de Colltort  | 42° 05′ 58″ N, 2° 29′ 45″ E / 42.099432°N,2.495890°E | IPA-10574     | Carregueu una nova foto d'aquest monument |
| Campderric                                     |              | Obra popular XVIII                   | Sant Feliu de Pallerols Al davant de Sant Iscle                     | 42° 07′ 18″ N, 2° 31′ 37″ E / 42.121755°N,2.526865°E | IPA-10575     | Campderric (Sant Feliu de Pallerols) · Vegeu més fotos d'aquest monument · Carregueu una nova foto d'aquest monument                                   |
| El Prat                                        |              | Obra popular                         | Sant Feliu de Pallerols A 3 km de la ctra. C- 152, prop de Colltort | 42° 06′ 54″ N, 2° 31′ 21″ E / 42.115114°N,2.522626°E | IPA-10576     | Carregueu una nova foto d'aquest monument |
| Can Llapart                                    |              | Obra popular, gòtic tardà XVI-XVII   | Sant Feliu de Pallerols A 1 km del poble                            | 42° 05′ 29″ N, 2° 29′ 25″ E / 42.091486°N,2.490324°E | IPA-10577     | Carregueu una nova foto d'aquest monument |
| Sant Iscle de Colltort                         |              | Romànic                              | Sant Feliu de Pallerols                                             | 42° 07′ 10″ N, 2° 31′ 43″ E / 42.119372°N,2.528630°E | IPA-10578     | Sant Iscle de Colltort (Sant Feliu de Pallerols) · Vegeu més fotos d'aquest monument · Carregueu una nova foto d'aquest monument                       |
| Ca la Rosaura                                  |              | Gòtic XV-XVI                         | Sant Feliu de Pallerols Pl. de l'Església, 18                       | 42° 04′ 34″ N, 2° 30′ 27″ E / 42.076236°N,2.507509°E | IPA-10580     | Ca la Rosaura (Sant Feliu de Pallerols) · Vegeu més fotos d'aquest monument · Carregueu una nova foto d'aquest monument                                |
| Escut de la Casa Consistorial                  |              |                                      | Sant Feliu de Pallerols                                             | 42° 04′ 31″ N, 2° 30′ 24″ E / 42.075337°N,2.506749°E | IPA-10581     | Escut de la Casa Consistorial (Sant Feliu de Pallerols) · Vegeu més fotos d'aquest monument · Carregueu una nova foto d'aquest monument                |
| Molí de la Conqueta, o Can Maurici             | BCIL 1999    | Obra popular                         | Sant Feliu de Pallerols                                             | 42° 04′ 35″ N, 2° 30′ 27″ E / 42.07640°N,2.50745°E   | IPA-17777     | Molí de la Conqueta (Sant Feliu de Pallerols) · Vegeu més fotos d'aquest monument · Carregueu una nova foto d'aquest monument                          |
| Pont de Sant Sebastià                          |              | Obra popular                         | Sant Feliu de Pallerols Sobre el riu Brugent                        | 42° 04′ 37″ N, 2° 30′ 37″ E / 42.077016°N,2.510353°E | IPA-36919     | Pont de Sant Sebastià (Sant Feliu de Pallerols) · Vegeu més fotos d'aquest monument · Carregueu una nova foto d'aquest monument                        |
| Pont de la Torre                               |              | Obra popular XVII-XVIII              | Sant Feliu de Pallerols Sobre el riu Brugent                        | 42° 04′ 06″ N, 2° 31′ 25″ E / 42.068284°N,2.523617°E | IPA-36920     | Pont de la Torre (Sant Feliu de Pallerols) · Vegeu més fotos d'aquest monument · Carregueu una nova foto d'aquest monument                             |
| Pont de Sant Feliu de Pallerols                |              | Obra popular XIX-XX                  | Sant Feliu de Pallerols Sobre el Brugent                            | 42° 04′ 36″ N, 2° 30′ 28″ E / 42.076656°N,2.507790°E | IPA-36921     | Pont de Sant Feliu de Pallerols · Vegeu més fotos d'aquest monument · Carregueu una nova foto d'aquest monument                                        |
| Capella de Nostra Senyora del Roser            |              | Obra popular XVI                     | Sant Feliu de Pallerols                                             | 42° 04′ 31″ N, 2° 30′ 24″ E / 42.075350°N,2.506609°E | IPA-39937     | Capella de Nostra Senyora del Roser (Sant Feliu de Pallerols) · Vegeu més fotos d'aquest monument · Carregueu una nova foto d'aquest monument          |
| Ermita de Sant Sebastià                        |              | Obra popular XVII-XVIII              | Sant Feliu de Pallerols                                             | 42° 04′ 39″ N, 2° 30′ 36″ E / 42.077432°N,2.510033°E | IPA-39940     | Ermita de Sant Sebastià (Sant Feliu de Pallerols) · Vegeu més fotos d'aquest monument · Carregueu una nova foto d'aquest monument                      |
| Plou de glaç                                   |              | Obra popular                         | Sant Feliu de Pallerols Granges de la Fàbrega                       |                                                      | IPA-43173     | Carregueu una nova foto d'aquest monument |

Els castell d'Hostoles es troba al límit amb el terme de les Planes d'Hostoles, vegeu la llista de monuments de la Garrotxa.